# Faculdade Dr. Francisco Maeda
A Fafram, Faculdade Dr. Francisco Maeda, é uma instituição de ensino superior localizada em Ituverava (SP) no interior de São Paulo.
Foi criada em 1987. Desde então, a Fafram vem obtendo reconhecimento através dos conceitos obtidos no MEC. O seu curso mais tradicional, a graduação em Agronomia, obteve destaque no cenário nacional em 2008 sendo conceituado em 1° lugar dentre os particulares do sudeste brasileiro, e em 2° lugar no país (Enade 2007).